# 内特·约翰斯顿
内特·约翰斯顿（英語：Nate Johnston，1966年12月18日—），美国NBA联盟前职业篮球运动员。他在1988年的NBA选秀中第3轮第9顺位被迈阿密热火选中。